# AA 플라멩구
아소시아상 아틀레치쿠 플라멩구(포르투갈어: Associação Atlética Flamengo)는 브라질의 축구단이다.

## 우승
- 캄페오나투 파울리스타 세리이 A3: 2008
- 캄페오나투 파울리스타 세리이 B: 2000
- 캄페오나투 파울리스타 세군다 지비상 B2: 1999

## 선수 명단

### 현역
참고: FIFA 자격 규정에 따라 소속된 국가대표팀 국기를 표시합니다. 선수는 복수의 FIFA 비회원국 국적을 가지고 있을 수 있습니다.
| 번호 | 포지션 | 국적 | 이름 |
| ---- | ------ | ---- | ---- |

| 번호 | 포지션 | 국적 | 이름 |
| ---- | ------ | ---- | ---- |